# Grænsen (film)
Grænsen er en kortfilm fra 1995 instrueret af Reza Parsa efter manuskript af Gert Duve Skovlund og Reza Parsa.

## Handling
Grænsen er et intenst og nervepirrende menneskeligt drama, der for alvor antydede Reza Parsas talent. På en svensk skole holder flygtningen Aïcha sammen med sin 9-årige datter en lærer og to elever som gidsler. Den desperate handling skyldes tre afslag på asylansøgning og myndighedernes beslutning om at udvise hende og datteren. Politistyrkerne omringer bygningen.